# Rafael Sánchez Ventura
Rafael Sánchez Ventura (Zaragoza, 24 de octubre de 1897 - Lisboa, 1980) fue un doctor en Filosofía y Letras, profesor universitario, museógrafo, investigador y diplomático español.

## Biografía
Rafael Sánchez Ventura nació el 24 de octubre de 1897 en Zaragoza, hijo de Mariano Sánchez Gastón y María Ventura. Se licenció en Filosofía y Letras en 1921, obteniendo el doctorado en 1926, y ejerciendo de profesor en la Universidad de Zaragoza entre 1928 y 1929. Como miembro de la Residencia de Estudiantes, trabó amistad con algunos de sus más ilustres miembros, como Salvador Dalí, Pepín Bello o Federico García Lorca. Este último le dedicaría una de las composiciones de Poeta en Nueva York y lo describiría como «San Rafael Sánchez Ventura, / poeta angélico de la rebelión celestial / y terrenal, campeón incansable y arrebatado / de la injusticia absoluta, su amarga dulcinea». En la Residencia de Estudiantes nacería, posiblemente, su interés por los movimientos artísticos de vanguardia, de los que sería privilegiado testigo y en ocasiones partícipe. Su única incursión en el mundo del cine la hizo de la mano de su amigo Luis Buñuel, en la película, de gran trasfondo social, Las Hurdes, tierra sin pan, donde fue coguionista y ayudante de dirección.
Pero la que fue, probablemente, su aportación más importante al mundo del arte la hizo como "redescubridor" del conjunto de iglesias románico-mozárabes de Serrablo, en el Pirineo aragonés, cerca de Sabiñánigo, donde la familia de Sánchez Ventura poseía una finca de veraneo. Se puede decir que fue un hallazgo prodigioso por tratarse de un raro conjunto homogéneo que parece resistente a la oleada románica lombarda que invade el Pirineo desde la primera mitad del siglo XI.  De estas investigaciones resultará el artículo, escrito con el arquitecto Francisco Íñiguez, "Un grupo de Iglesias del Alto Aragón", publicado en la revista Archivo Español de Arte y Arqueología .
En 1933 participó como profesor, en la expedición conocida como crucero universitario por el Mediterráneo organizado por Manuel García Morente y secundado por Fernando de los Ríos. Viaje de estudios que, durante el verano de dicho año realizaron cerca de doscientas personas entre catedráticos, profesores universitarios, alumnos de diversas facultades y organizadores (entre ellos profesores relevantes y alumnos que posteriormente serían primeras figuras de la vida cultural, artística y creadora de la sociedad española). El buque se llamaba "Ciudad de Cádiz" y recorrió durante cuarenta y ocho días los principales yacimientos arqueológicos del Mediterráneo y recorrió Túnez, Malta, Egipto, Creta, Chipre, Palestina, Turquía, Grecia, Sicilia e Italia.
Fue asimismo un destacado activista anarco-comunista, en contraposición a su hermano José María, diputado de la CEDA y alcalde de Zaragoza entre los años 46 y 49. Colaboró con la Sublevación de Jaca y ayudó a exiliarse al pintor aragonés Ramón Acín, involucrado en dicha sublevación. Fue asimismo cofundador de la Alianza de Intelectuales Antifascistas
Durante la guerra civil española, organizó actividades de reclutamiento en pro de la República, y ostentó diversos cargos en este bando: perteneció a la Junta Nacional de Protección del Tesoro Artístico Español y fue jefe de la sección de Europa en el Ministerio de Estado y secretario de la Embajada española en París. Asimismo, fue el representante del gobierno de la República en el entierro del poeta Antonio Machado en Collioure.
Poco después, ya en la II Guerra Mundial, antes de partir al exilio en México, consiguió rescatar de la ciudad de París, que iba a ser tomada inminentemente por el III Reich, el material fotográfico de su amigo Robert Capa sobre la Guerra Civil, de extraordinario valor histórico y artístico.
Falleció en Lisboa en 1980.